# Малинівка (Глобинська міська громада)
Мали́нівка —  село в Україні, у Глобинській міській громаді Кременчуцького району Полтавської області. Населення становить 202 осіб. До 2020 орган місцевого самоврядування — Землянківська сільська рада.

## Географія
Село розташоване за 3,5 км від села Великі Кринки, за 2,5 км від села Землянки і за 1,5 км від села Степне. Селом протікає пересихаючий струмок із запрудами.

## Історія
Село засновано під назвою Яновщина. У 1943 назву змінено на Малинівка.
У Національній книзі пам'яті жертв Голодомору 1932—1933 років в Україні вказано, що 321 житель села загинув від голоду.
12 червня 2020 року, відповідно до розпорядження Кабінету Міністрів України № 721-р «Про визначення адміністративних центрів та затвердження територій територіальних громад Полтавської області», село увійшло до складу Глобинської міської громади.
19 липня 2020 року, в результаті адміністративно - територіальної реформи та ліквідації Глобинського району, село увійшло до складу новоутвореного Кременчуцького району.

## Населення
Населення станом на 1 січня 2011 року становить 202 особи.
- 2001 — 245
- 2011 — 202

### Мова
Розподіл населення за рідною мовою за даними перепису 2001 року:
| Мова       | Кількість | Відсоток |
| ---------- | --------- | -------- |
| українська | 238       | 97.14%   |
| російська  | 6         | 2.45%    |
| румунська  | 1         | 0.41%    |
| Усього     | 245       | 100%     |

## Пам'ятники
У центрі с. Малинівка на могилі офіцера Радянської армії Чекунова В. І., у 1956 р. встановлений пам'ятник.

## Відомі мешканці

### Уродженці Малинівки
- Передерій Ольга Іванівна — українська радянська партійна діячка, 1-й секретар Мелітопольського районного комітету КПУ Запорізької області. Член Ревізійної Комісії КПУ у 1954—1960 р. Кандидат у члени ЦК КПУ в 1971—1976 р. Депутат Верховної Ради УРСР 8—9-го скликань.
- Крутипорох Федір Іванович (1915-1993) -  професор, директор НДІ "Асканія-Нова"[6].